# Albert I al Belgiei
Albert I (n. 8 aprilie 1875, Brussel, Comunitatea Francofonă din Belgia⁠(d), Belgia – d. 17 februarie 1934, Rochers de Marche-les-Dames⁠(d), Valonia, Belgia) a fost rege al Belgiei din 1909 până în 1934.

## Tinerețea
Născut Albert Léopold Clément Marie Meinrad (germană Albrecht Leopold Clemens Marie Meinrad) la Bruxelles, a fost al cincilea copil și al doilea fiu al Prințului Filip, Conte de Flandra și a soției lui Prințesa Marie de Hohenzollern-Sigmaringen. Tatăl său era al treilea fiu al regelui Leopold I al Belgiei, care a fost primul rege al belgienilor și fratele mai mic al regelui Leopold al II-lea. Mama sa era rudă a kaiserului Wilhelm al II-lea al Germaniei și membră a familiei Hohenzollern (era sora regelui Carol I al României). La naștere, Albert era al patrulea în linia de succesiune la tronul din Belgia.
Când singurul fiu legitim al unchiului său Leopold al II-lea a murit în copilărie și fratele mai mare al lui Albert, Prințul Baudouin al Belgiei, care fusese instruit pentru a deveni rege, a murit în tinerețe, Albert, la vârsta de 16 ani a devenit în mod neașteptat moștenitor (după tatăl său) al coroanei belgiene. Retras și studios, Albert s-a pregătit singur pentru sarcina regală. În adolescență, Albert era concentrat pe situația clasei muncitoare a Belgiei și a călătorit incognito în mai multe districte ale clasei muncitoare pentru a observa condițiile de trai ale oamenilor.
La scurt timp după ascensiunea sa la tron în 1909, Albert a efectuat un tur extins al Congo belgian care fusese anexat Belgiei în 1906 găsind zona în mare sărăcie. La întoarcerea în Belgia a recomandat reforme pentru protejarea populației autohtone și a continuat progresul tehnologic în colonie.

## Căsătorie

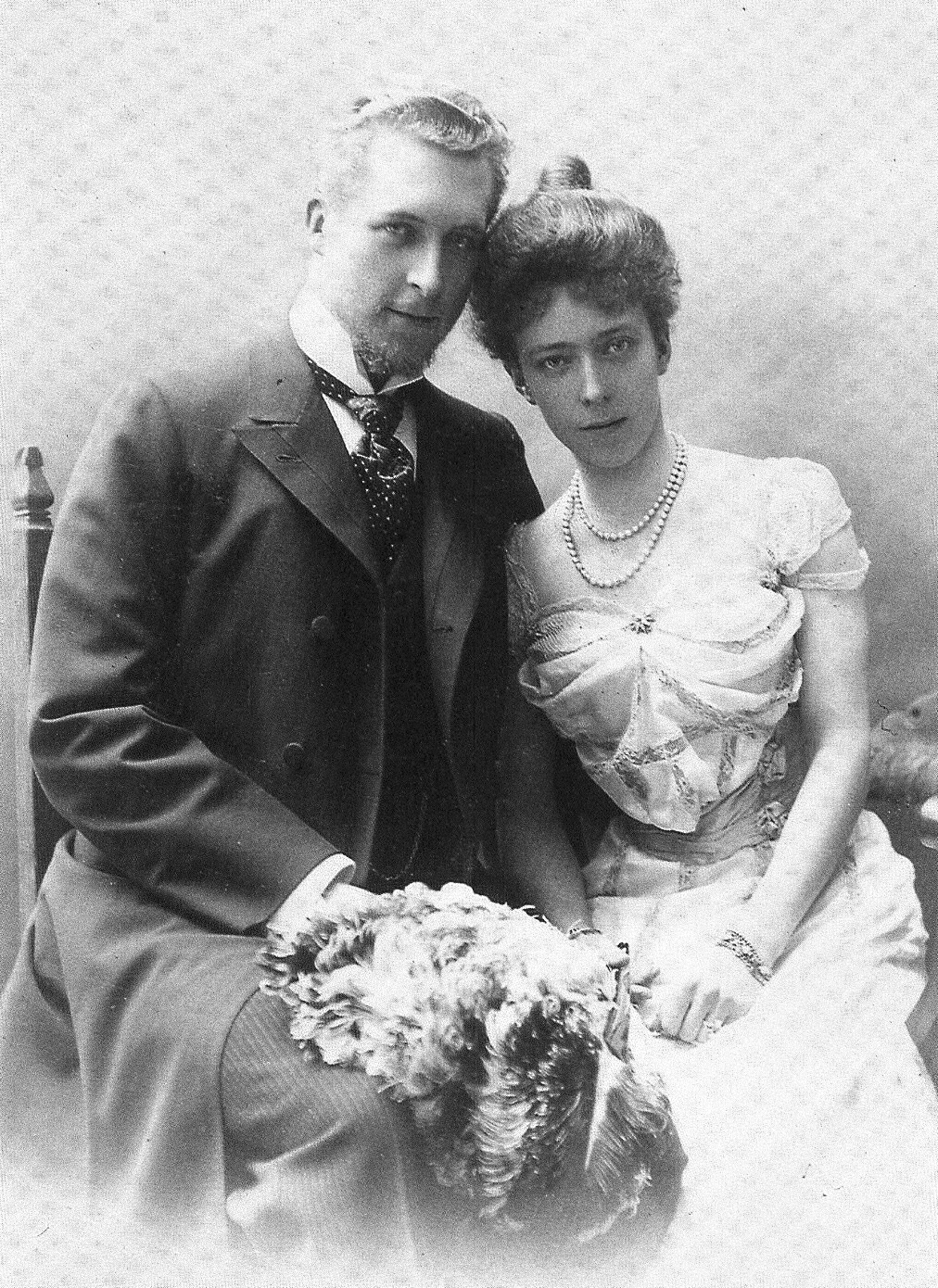
Albert și soția sa, Elisabeta

Albert s-a căsătorit la München la 2 octombrie 1900 cu ducesa Elisabeta Gabrielle Valérie Marie de Bavaria, o prințesă Wittelsbach pe care o întâlnise la o înmormântare. Elisabeta, fiica ducelui Karl-Theodor și a infantei Maria Josepha a Portugaliei, s-a născut la Castelul Possenhofen din Bavaria, Germania la 25 iulie 1876. Judecând după scrisorile pe care și le-au trimis în timpul logodnei și a căsătoriei, cei doi erau îndrăgostiți unul de celălalt. Împreună au cultivat prietenia cu proeminenți oameni de știință , artiști, matematicieni, muzicieni și filosofi transformând curtea de la Laeken într-un salon cultural.

### Copii
Albert și Elisabeta au avut trei copii:
- Léopold Philippe Charles Albert Meinrad Hubertus Marie Miguel, Duce de Brabant, Prinț al Belgiei, care mai târziu a devenit al patrulea rege al belgienilor sub numele Leopold al III-lea (n. 3 noiembrie 1901, d. 25 septembrie 1983).

- Charles-Théodore Henri Antoine Meinrad, Conte de Flandra, Prinț al Belgiei, Regent al Belgiei (n. 10 octombrie 1903, d. 1 iunie 1983).
- Marie-José Charlotte Sophie Amélie Henriette Gabrielle, Prințesă a Belgiei (n. 4 august 1906, d. 27 ianuarie 2001). S-a căsătorit la Roma la 8 ianuarie 1930 cu Prințul Umberto Nicola Tommaso Giovanni Maria, Prinț de Piemont care a devenit regele Umberto al II-lea al Italiei.

## Rege al Belgiei

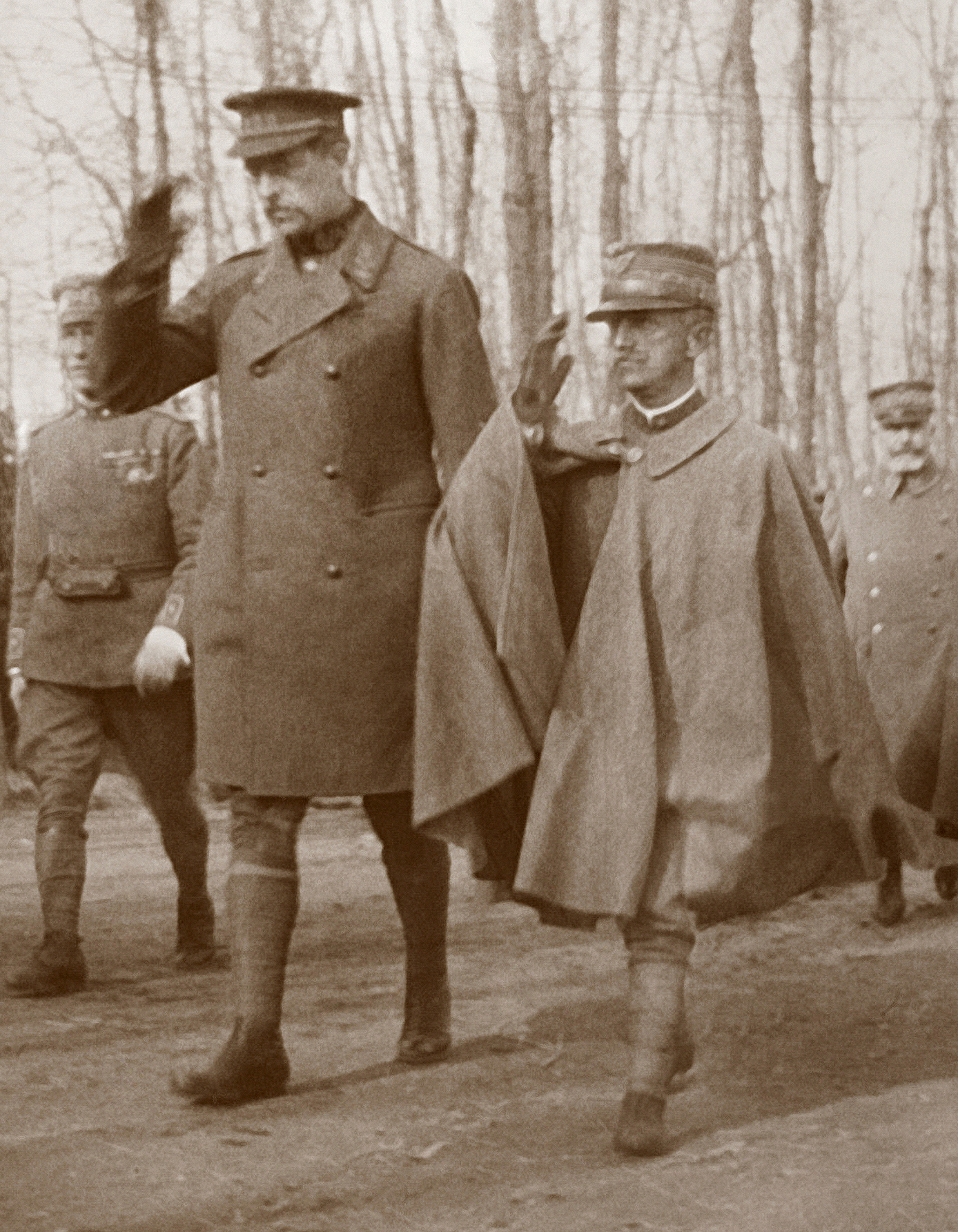
Regele Albert (stânga) și regele Victor Emmanuel al III-lea al Italiei (dreapta).

După decesul unchiului său, Leopold al II-lea, Albert îi succede la tron în decembrie 1909. Regii anterior depuseseră jurământul numai în limba franceză; Albert a depus jurământul și în olandeză. El și soția lui, regina Elisabeta, erau populari în Belgia datorită stilului lor simplu de viață, modest și a familiei armonioase, care se afla în contrast cu modul autocratic și viața privată tulbure a lui Leopold al II-lea.
În primii ani de domnie, Albert s-a cantonat strict în rolul său constituțional.. S-a înconjurat cu personalități liberale ca Jules Ingenbleek, secretarul său, și Harry Jungbluth, șeful casei sale militare . De asemenea, a încearcat să apropie monarhia de popor, inclusiv prin eliminarea escortei armate care îl despărțea de mulțime și a permis jurnaliștilor să-l însoțească în călătoriile sale..
La 8 noiembrie 1910, regele reînvie tradiția discursul tronului, abandonat de Leopold al II-lea. Cu această ocazie, regele călare și familia regală au trecut prin Bruxelles, în aplauzele mulțimii. În drumul său, socialiștii au  distribuit pliante în sprijinul votului universal. Discursul regelui s-a axat pe încurajarea artelor, dezvoltarea învățământului, pensii pentru mineri și pentru limită de vârstă, reforme contractului de muncă..
În preajma Primului Război Mondial, atunci când tensiunea a crescut, țările au început să formeze alianțe. În 1913, regele Albert s-a dus în Franța (în aprilie) și în Germania (noiembrie) pentru a sublinia neutralitatea Belgiei și pentru a avertiza că, în cazul încălcării teritoriul belgian, țara se va apăra. "Eu sunt Saxa-Coburg", a spus regele împăratului german; "Eu sunt, de asemenea, Orléans dar nu pot uita că sunt belgian!"
La începutul Primului Război Mondial, Albert a rezistat cererii germane pentru a muta trupele prin Belgia neutră, în scopul de a ataca Franța. Refuzul de a permite trecerea trupelor a fost bazat pe respectul pentru legile internaționale și preocuparea pentru balanța puterii în Europa, care, la momentul respectiv, cerea ca Belgia să fie o zonă tampon între Germania, Franța și Marea Britanie. De asemenea, regele Albert a protejat interesele belgienilor deoarece o națiune mică ar fi putut cădea pradă cu ușurință unei mari puteri. Când Germania a invadat Belgia (4 august ora 8 dimineața), regele Albert, conform constituției Belgiei, a preluat comanda armatei și i-a ținut pe germani suficient cât Marea Britanie și Franța să pregătească Prima bătălie de pe Marna (6–9 septembrie 1914).